# Gabriel Charpentier
Gabriel (Moïse) Charpentier, né à Richmond le 13 septembre 1925, et mort le 7 novembre 2019 à Montréal, est un compositeur, poète, dramaturge, professeur et conseiller artistique québécois,.

## Biographie
Dès son jeune âge, Gabriel Charpentier apprend le piano au côté de Estelle Letarte (Richmond) puis de Joseph-Antonio Thompson à l’Académie de La Salle à Trois-Rivières. De 1940 à 1945, il poursuit son apprentissage du piano et de la musique classique au collège Jean-de-Brébeuf à Montréal avec les professeurs Hervé Cloutier, Fernand Graton et Jean Papineau-Couture où il découvre la musique sérielle de Schoenberg, Berg et Webern, mais également celle des compositeurs Debussy et Stravinsky,.
En 1945, il étudie le chant grégorien chez les moines bénédictins de Saint-Benoît-du-Lac où il séjourne pendant deux ans. Après son apprentissage du chant grégorien, il complète sa formation musicale à Paris au côté de Andrée Bonneville, Annette Dieudonné, Norbert Dufour ainsi que la célèbre pédagogue Nadia Boulanger qui lui enseigne la composition et la théorie musicale à son domicile sur la rue Ballu de 1947 à 1953,,. Parallèlement à ses études musicales à Paris, grandement attiré par la poésie, son recueil de poèmes Aire remporte en 1948 le prix de la poésie moderne à Paris.
De retour au Québec en 1954, Gabriel Charpentier collabore à l’émission L’Heure du concert présentée sur les ondes de Radio-Canada dans laquelle la musique classique et d’autres formes d’arts comme la danse, la peinture et la poésie sont présentées à la population canadienne. Émission réalisée par son ami compositeur Pierre Mercure, Gabriel Charpentier est conseiller artistique et contribue, grâce à ces compétences multidisciplinaires, au succès de l’émission et à son impact sur le monde culturel canadien et québécois. À la mort de Pierre Mercure en 1966, l’émission intègre la série Les Beaux dimanches et Gabriel Charpentier poursuit sa collaboration jusqu’en 1980,,.
Également professeur, Gabriel Charpentier enseigne durant les étés 1955 et 1956 l’histoire de la musique à l’Université McGill puis, de 1961 à 1964, cette dernière matière et le rythme à l’École nationale de théâtre du Canada. Dans ces mêmes années, il tient le poste de directeur de la musique du Théâtre du Nouveau-Monde de 1959 à 1972, où il réalisera plus de 60 pièces, et celui de membre du conseil d’administration de la Conférence canadienne des arts de 1965 à 1975. Par la suite, il sera membre du Comus Music Theatre à Toronto de 1975 à 1988, du centre de perfectionnement et de recherche des interprètes du spectacle de Bruxelles en Belgique (Mudra) de 1975 à 1978 ainsi que directeur artistique de la société Pro Musica de 1980 à 1981. Gabriel Charpentier aura été membre de la Ligue canadienne des compositeurs et du Centre de musique canadienne,.

## Vie privée
Gabriel Charpentier est le père de trois enfants: Pierre Charpentier, Emmanuel Charpentier et Claire Charpentier-Dewar. Il était ami avec les compositeurs Pierre Mercure et Denys Bouliane ainsi que la soprano Ingrid Schmithüsen,.

## Caractéristiques artistiques
Gabriel Charpentier composa durant sa vie de nombreuses œuvres musicales – instrumentales ou vocales, théâtrales et poétiques. Il est surtout reconnu pour sa vision d’une musique intégrée à l’œuvre musicale, comme pour son œuvre Orphée I, dont on fera appel lors l'inauguration du Centre national des arts à Ottawa (1969)., Les comédiens de ces pièces théâtrales étaient souvent amenés à créer la musique, en jouant d'un instrument ou bien en chantant, durant l’interprétation de la pièce: les arts avec lesquels il créait, faisant part d’une seule et unique œuvre.
Par ailleurs, la célèbre pièce cantate pour une joie de Pierre mercure est composée sur sept poèmes de Gabriel Charpentier, dont il ajouta neuf poèmes intercalaires dans une version augmentée, dix ans plus tard,.

## Œuvres

### Œuvres théâtrales
- Klondyke: 1965
- Orphée I et II: 1969, 1972
- 3 opéras miniatures pour Clara 91, série projetée de 10 opéras miniatures:
  - Claracello ou Répertoire : 1985
  - An English Lesson or Clara-Teacher« an opera-happening »: 1968
  - A Tea Symphony or The Perils of Clara« a kitsch opera in nine drinks » : 1972

### Poèmes
- Aire : 1948
- Les Amitiés errantes : 1950
- Le Dit de l'enfant mort : 1952
- Cantate pour une joie : 1955
- Labyrinthe 4, CMB, 11-12: Automne-Hivers 1975 et Printemps-été 1976
- Labyrinthe 8, Fanfare vol 24, no. 2 : 1990

### Musique vocale
- Messe I : 1952
- Sept Chansons d'enfants: 1952
- Trois Poèmes de saint Jean de la Croix : 1954
- Debout Joseph! : 1955
- L'Avenir : 1962
- Permutation 1 2 3 4 : 1962
- Jamais : 1963
- Trois Oraisons : 1971
- Veni Creator Spiritus : 1973
- Processionnal : 1974
- Messe du 17e dimanche après la Pentecôte : 1982

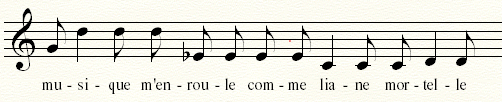
extrait de la pièce Artère de Gabriel Charpentier

- Artère : 1976

### Musique pour clavecin
- Suite d'après la musique pour « Le Bourgeois gentilhomme » : 1964
- Grande chaconne d'après la musique pour « Galileo Galilei » : 1971
- Suite d'après la musique pour « Le Malade imaginaire » : 1974
- Aussi Trois Ricercars pour hautbois et clavecin : 1966

### Musique pour œuvres théâtrales
- Venise sauvée de Lebesque
- Les Choéphores d'Eschyle
- Richard II
- The Comedy of Errors
- The Merchant of Venice, Cymbeline
- The Taming of the Shrew, Pericles
- Titus Andronicus
- Coriolanus
- Kagekiyo
- Tartuffe
- The Duchess of Malfi
- Galileo Galilei
- Electra
- Le Malade imaginaire
- Damnée Manon
- Sacrée Sandra
- Phèdre

### Musique de film
- Lumières : 1953
- La Chute de la maison Usher : 1955
- Histoires extraordinaires : 1961-62
- La Courte échelle : 1964